# Georgi Harutyunyan
Pour les articles homonymes, voir Harutyunyan.
Georgi Harutyunyan (en russe : Георгий Эдуардович Арутюнян, et en arménien : Գեորգի Հարությունյան), né le 9 août 2004 à Krasnodar, est un footballeur international arménien qui joue au poste de défenseur central au Puskás Akadémia.

## Biographie

### Carrière en club
Né à Krasnodar en Russie, Georgi Harutyunyan est formé par le FK Krasnodar, où il commence sa carrière professionnelle avec l'équipe reserve, en deuxième division russe.

### Carrière en sélection
Harutyunyan est international junior avec la Russie.
En mars 2023, il est convoqué pour la première fois avec l'équipe senior d'Arménie par le sélectionneur ukrainien Oleksandr Petrakov, aux côtés de son coéquipier en club Eduard Spertsyan,,.
Harutyunyan honore sa première sélection le 25 mars 2023, disputant comme titulaire le match perdu 1-2 contre la Turquie, dans le cadre des qualifications au Championnat d'Europe 2024,.